# Margalit Matitiahu
Margalit Matitiahu (Tel Aviv, 1935) è una linguista, scrittrice e intellettuale, nonché femminista israeliana in ebraico e ladino.
Dopo l'Olocausto, la sua famiglia si trasferì in Israele dalla regione di Salonicco. Ha studiato filologia ebraica e filosofia all'Università Barra Ilán.   
È membro della World Academy of Art and Culture (è dottoressa honoris causa), del PEN club e dell'Associazione ebraica degli scrittori. Ha partecipato a numerosi congressi ed ha ricevuto numerosi premi.

## Opera

### Ebraico
- Through the Glass Window (1976)
- No Summer Silence (1979)
- White Letters (1983)
- Handcuffed (1987)
- Midnight Stairs (1995)

### Ladino
- Alegrica (1993)
- Matriz de luz & Vela de la luz (1997)
- Kamino de Tormento (2000)
- Vagabondo Eternel & Bozes en la Shara (2001)